# Maïguizaoua Kagnou
Maïguizaoua Kagnou (auch: Maïguizaoua Kangnou, Maï Guizawa, Maïguizawa Kangnou, May Guizawa, Mayizawa) ist ein Dorf in der Stadtgemeinde Aguié in Niger.

## Geographie
Das von einem traditionellen Ortsvorsteher (chef traditionnel) geleitete Dorf befindet sich rund 24 Kilometer nordwestlich des urbanen Zentrums von Aguié, der Hauptstadt des gleichnamigen Departements Aguié, das zur Region Maradi gehört. Zu den Siedlungen in der näheren Umgebung von Maïguizaoua Kagnou zählen Mayada Rogia im Norden, Zongon Oumara im Nordosten, Oura im Osten, Naki Karfi im Südosten, Dan Bouzou im Südwesten und Jantoudou im Westen.
Maïguizaoua Kagnou ist Teil der Übergangszone zwischen Sahel und Sudan. Die durchschnittliche jährliche Niederschlagsmenge beträgt hier zwischen 400 und 500 mm.

## Bevölkerung
Bei der Volkszählung 2012 hatte Maïguizaoua Kagnou 1888 Einwohner, die in 220 Haushalten lebten. Bei der Volkszählung 2001 betrug die Einwohnerzahl 1565 in 200 Haushalten und bei der Volkszählung 1988 belief sich die Einwohnerzahl auf 906 in 123 Haushalten.
Die Bevölkerungsdichte in diesem Gebiet ist für nigrische Verhältnisse hoch.

## Wirtschaft und Infrastruktur
Das Gebiet der Ebenen im südlichen Teil der Region Maradi, in dem Maïguizaoua Kagnou liegt, ist von einer anhaltenden Degradation der ackerbaulichen Flächen gekennzeichnet, die mit der hohen Bevölkerungsdichte in Zusammenhang steht. Im Dorf ist ein Gesundheitszentrum des Typs Centre de Santé Intégré (CSI) vorhanden. Es gibt eine Schule.